# Ibuprofen

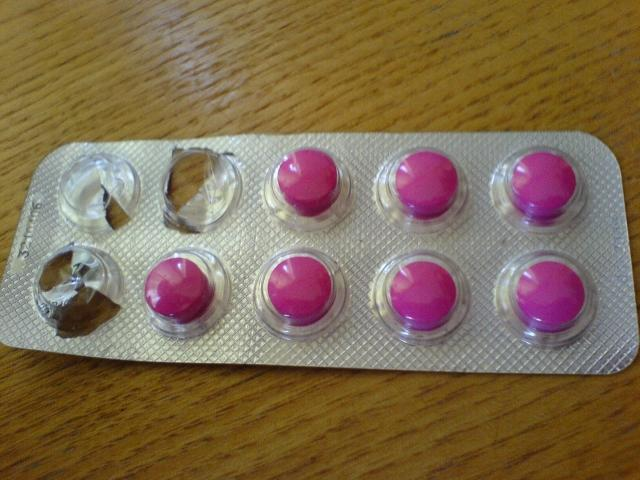
Blistr tablet Ibalginu (Zentiva), účinná látka ibuprofen

Ibuprofen (lat. ibuprofenum) je léčivo ze skupiny nesteroidních antiflogistik, které se používá na tlumení bolestí, zánětů a horeček. Existuje ve formě tablet, sirupů a léků pro lokální podání (krémy, gely). Tablety v síle do 400 mg se dají zakoupit v lékárně i bez lékařského předpisu. Síla 600 mg je vázaná na lékařský předpis. Prodává se pod různými komerčními názvy, např. Apo-Ibuprofen, Brufen, Dolgit, Ibalgin, Ibumax, Nurofen aj.

## Indikace
Ibuprofen patří do indikační skupiny antiflogistika, analgetika a antipyretika. Užívá se při mírných a středních bolestech různého původu (především bolesti kloubů, svalů, zubů, hlavy a menstruační bolesti), zvýšené teplotě, při zánětech.

## Mechanismus účinku
Ibuprofen je inhibitor enzymu cyklooxygenázy (COX). Tento enzym je zodpovědný za tvorbu prostaglandinů, látek zvyšujících citlivost neuronů k bolesti a zvyšujících teplotu. Zánět zmírňuje za pomoci snížení uvolňování mediátorů zánětu z buněk imunitního systému.

## Dávkování
Doporučená dávka závisí na tělesné hmotnosti a indikaci. Standardní denní dávka na léčbu bolesti či horečky je jedna tableta denně. Obecně se dá říci, že doporučená dávka pro perorální podání je pro dospělé a dospívající od 12 let 400 mg až 3krát denně s časovým rozestupem 4-6 hodin (20-35 mg/kg hmotnosti pro děti[zdroj?]). Maximální denní dávka by neměla překročit 1 200 mg. V případě revmatických onemocnění může být dávka i vyšší. Přesnou dávku ale musí vždy stanovit lékař. V takovém případě by neměla být překročena maximální denní dávka 2 400 mg.

## Nežádoucí účinky
Nežádoucí účinky se projevují především v oblasti žaludku. Častější nežádoucí účinky: nevolnost, dyspepsie, zvýšená hladina jaterních enzymů, průjem, zácpa, krvácení z nosu, bolesti hlavy, závratě, vyrážka, zadržování tekutin a hypertenze. Vzácně při dlouhodobém užívání velkých dávek může dojít u některých jedinců k poškození tenkého střeva, srdečnímu selhání, hyperkalémii, poškození ledvin a může dojít ke vzniku žaludečních vředů. Prevence je pouze krátkodobé užívání a požití po jídle.
Při dlouhodobém užívání vysokých dávek (více než 1000 mg denně) se zvyšuje také riziko selhání srdce.
Ibuprofen by mohl ovlivňovat hormonální systém, neboť na pokusných myších jeho užívání vedlo ke snížené plodnosti samečků.

## Těhotenstvíalaktace
V prvním a druhém trimestru těhotenství a při kojení lze užívat pouze na výslovné doporučení lékaře. Ženy, které chtějí otěhotnět, se musí o užívání poradit s lékařem.
Lék nesmí užívat ženy v třetím trimestru těhotenství.

## Ibuprofen-lysin
V Evropě, Austrálii a na Novém Zélandu je ibuprofen-lysin („ibuprofenlysinát“, lysinová sůl ibuprofenu) registrovaným lékem pro podobné indikace jako ibuprofen. Ibuprofen lysin má ale oproti němu prokazatelně rychlejší nástup účinku. Nejvyšší koncentrace v organismu se objevuje již po 15 minutách (u klasických forem po 30 minutách). V ČR je na trhu přípravek s obsahem této látky - Ibalgin rapid 12 × 400 mg.

## Interakce
Užívání ibuprofenu a jiných léků se vzájemně ovlivňuje, a to především s léčivy, která snižují srážlivost krve. Ibuprofen jejich účinek násobí (tj. může způsobit zvýšenou krvácivost). Dále může dojít ke snížení antihypertenzního účinku u léčiv na vysoký krevní tlak.

## Neověřené použití (ve fázi výzkumu)
- Stejně jako jiná NSAID léčiva, ibuprofen může být použit při léčbě ortostatické hypotenze (pokles krevního tlaku při přechodu do vzpřímené polohy).
- Některé studie ukazují, že ibuprofen má vynikající výsledky v konkrétní ochraně (tzv. profylaxi) před Alzheimerovou chorobou, pokud je podáván v malých dávkách po dlouhou dobu. Pro tuto indikaci je ale třeba další výzkum.[4]
- Je možné, že užívání ibuprofenu zpožďuje nástup nebo působí preventivně proti Parkinsonově nemoci. Opět je však třeba další výzkum.[4]

## Historie
Historie tohoto léku je spjata s doktorem Stewartem Adamsem, který v padesátých letech dvacátého století byl vedoucím vědeckého výzkumu společnosti Boots Pure Drug Company. Původní výzkumný úkol bylo nalezení protizánětlivého léku pro pacienty s revmatickou artritidou, nicméně výsledkem byla látka tišící bolesti mnohem silněji než aspirin a s menším množstvím vedlejších účinků.